# Monzone
Monzone è una frazione del comune italiano di Fivizzano, nella provincia di Massa-Carrara, in Toscana.

## Geografia fisica
Monzone è situata alla confluenza dei due rami del torrente Lucido, sul versante nord-occidentale delle Alpi Apuane. La frazione è composta dai nuclei di Ponte di Monzone, sviluppatosi lungo la provinciale, e di Monzone Alto, che si erge su un alto sperone roccioso. Monzone, che è posta ai margini del Parco naturale regionale delle Alpi Apuane sorge a 13,5 km a sud da Fivizzano.

## Stragi
Il 24 agosto, primo giorno delle operazioni nazifasciste che culminarono con l'eccidio di Vinca, Monzone venne dato alle fiamme dagli uomini al comando di Walter Reder. In tale circostanza venne fucilato proprio a Monzone il parroco di Vinca don Luigi Ianni e il campanile della chiesa fu fatto brillare.
Nonostante il appena massacro consumato Monzone e la vallata del Lucido furono interessati da nuovi rastrellamenti nazifascisti alla fine dell'agosto 1944. Le operazioni si protrassero per una ventina di giorni e culminarono con l'uccisione, in date e luoghi diversi, di una dozzina di uomini tra cui il parroco di Fosdinovo Florindo Bonomi ucciso proprio a Monzone il 18 settembre.

## Monumenti e luoghi d'interesse
- Chiesa di San Prospero, menzionata nel XI secolo, fu danneggiata dal terremoto del 1920.
- Chiesa della Regina Pacis
- Villa Giannetti

## Infrastrutture e trasporti

### Strade
Monzone è situata all'intersezione della strada provinciale 10 e la provinciale 59.

### Ferrovie
Monzone è servita da una stazione ferroviaria lungo la linea Aulla-Lucca.